# Eva Guovelin
Eva Christina Guovelin, flicknamn Karlsson, född 20 juli 1964, är en svensk fackföreningsledare som var förbundsordförande för Livsmedelsarbetareförbundet (Livs) mellan 2017 och 2025.
Hon har en bakgrund som klubbordförande på Cloettas anläggning i Ljungsbro, lokalombudsman för avdelning 9 i Linköping och senare skede förbundsombudsman., mellan 2005 och 2017 var Guovelin  tredje ordförande för Livs.
Hon är gift med Therese Guovelin.